# Acaciagors
De acaciagors (Emberiza flaviventris) is een zangvogel uit de familie van gorzen (Emberizidae).

## Verspreiding en leefgebied
Deze soort komt voor in Afrika, bezuiden de Sahara en telt vier ondersoorten:
- E. f. flavigaster: van Mauritanië en Mali tot Eritrea en noordelijk Ethiopië.
- E. f. kalaharica: van centraal Soedan tot Botswana, noordelijk Zuid-Afrika en centraal Mozambique.
- E. f. princeps: zuidelijk Angola en Namibië.
- E. f. flaviventris: zuidelijk en oostelijk Zuid-Afrika en zuidelijk Mozambique.